# Aster trinervius
 Tử Phi cúc (danh pháp hai phần: Aster trinervius) là một loài thực vật có hoa trong họ Cúc. Loài này được Roxb. ex D.Don mô tả khoa học đầu tiên năm 1825.